# Nyergesújfalu
Nyergesújfalu je mesto na Madžarskem, ki upravno spada pod podregijo Esztergomi Županije Komárom-Esztergom.